# Uwe Vetterick
Uwe Vetterick (* 25. Februar 1969 in Greifswald) ist ein deutscher Journalist und war Chefredakteur der Sächsischen Zeitung.

## Werdegang
Uwe Vetterick begann seine Journalisten-Karriere mit einem Volontariat beim Greifswalder Tageblatt. Von 1993 bis 2006 war Vetterick Redaktionsleiter Berlin und Neue Bundesländer sowie stellvertretender Chefredakteur bei der Bild-Zeitung. 2006 wechselte er als Vizechefredaktor für ein Jahr zum Tages-Anzeiger in Zürich.
In den Jahren 2007 bis 2024 war Uwe Vetterick als Nachfolger von Hans Eggert Chefredakteur der Sächsischen Zeitung. Mit der gewann Vetterick 2013 die Auszeichnung Deutscher Lokaljournalistenpreis der Konrad-Adenauer-Stiftung für den SZ-Familienkompass. Ein Jahr später wurde Uwe Vetterick in der Kategorie „Chefredakteur regional“ dritter Sieger bei der vom Medium Magazin vorgenommenen Wahl zu den „Journalisten des Jahres“. Im Jahr 2015 gewann Vetterick dann die Wahl zum Chefredakteur des Jahres (regional). Als Innovation hatte er dort zum Beispiel das Onlineportal Schul-Navigator eingeführt.
Seit dem Jahr 2024 ist Vetterick Headcoach für die journalistische Aus- und Weiterbildung des MADSACK Medien Campus.
Vetterick sitzt in der Jury „Lokal“ für den Stern-Preis.
Vetterick ist verheiratet, hat zwei Kinder und wohnt in Radebeul.